# Savoryella limnetica
Savoryella limnetica är en svampart som beskrevs av H.S. Chang & S.Y. Hsieh 1998. Savoryella limnetica ingår i släktet Savoryella, klassen Sordariomycetes, divisionen sporsäcksvampar och riket svampar.   Inga underarter finns listade i Catalogue of Life.